# Live Without Sense
Live Without Sense es un álbum en vivo de la banda alemana de thrash metal Destruction.

## Lista de canciones
1. «Curse the Gods» – 5:46
2. «Unconscious Ruins» – 4:40
3. «Thrash Attack» – 3:03
4. «Invincible Force» – 4:13
5. «Dissatisfied Existence» – 4:10
6. «Reject Emotions» – 4:43
7. «Eternal Ban» – 6:29
8. «Mad Butcher» / «Pink Panther» – 6:30
9. «Life without Sense» / «In the Mood» – 7:31
10. «Release from Agony» – 4:52
11. «Bestial Invasion» – 5:26

## Créditos
- Marcel Schmier Schirmer: bajo, vocalista.
- Mike Sifringer: guitarra.
- Harry Wilkens: guitarra.
- Oliver Olli Kaiser: batería.